# 吕岱
呂岱（161年—256年10月21日），字定公，徐州廣陵郡海陵人，漢末三國時吳國大臣、將領。本為郡縣吏，因避中原之亂而南渡到江東，是孫權臨終前的托孤大臣之一。官至大司馬。

## 生平
呂岱本為郡縣吏，因避亂而南渡。受孫權賞識，遂仕於孫氏政權。孫權繼承孫策統事時，呂岱出任吳郡郡丞，任內得到孫權賞識改任餘姚長。後以督軍校尉之職，與蔣欽等領兵平定呂合、秦狼等在东冶五县发动的叛亂，獲授昭信中郎將。建安十六年（211年），督郎將尹異等二千人，嘗試前往益州引誘張魯出戰，但因道路阻塞而撤軍。
建安二十年（215年），隨呂蒙進取長沙三郡，擊降安成等四縣，成功平定三郡。後討平吳碭、袁龍叛亂，因功累遷廬陵太守，東漢延康元年（220年），任交州刺史，因討滅桂陽的王金，再被命為安南將軍，假節，封都鄉侯。
黃武五年（226年），交阯太守士燮去世，呂岱建議將交州一分為二，分海南三郡（交趾郡、九真郡、日南郡）為交州，以將軍戴良為刺史；海東四郡（蒼梧郡、南海郡、鬱林郡、合浦郡）為廣州，由呂岱自任刺史，並派戴良等人南下交州上任，士家向為交州豪族，士燮之子士徽抗命，舉兵阻拒戴良、陳時等人入境。呂岱於是上疏請求討伐，採取快速進軍，攻其不備的戰術，率軍三千人，晝夜渡海。士徽聽說呂岱已至，果然大為震恐，不知所措。据士燮传记载，吕岱让士徽堂弟士匡与之见面，欺骗他说只要出城投降就可以获得赦免。士徽率兄弟六人赤裸投降，呂岱让他们穿上衣服起身，第二天设宴，却宣读孙权诏书，历数士徽罪名，將他們全部處斬，把首级送往武昌，呂岱繼續肅清士徽殘部甘醴、桓治等人及吏民，被進封為番禺侯。之後廣州分劃回交州後，呂岱平定九真，“斩获以万数”，並遣人南下宣揚東吳國威，要求扶南、林邑、堂明等國國王入貢，呂岱再因此功拜鎮南將軍。
黃龍三年（231年），孫權以南方初定，召呂岱回長沙漚口屯兵。其後幾年，陸續討平當地原住民及民變。
赤烏元年（238年），弄政大臣呂壹遭處死。先前，呂岱同諸葛瑾、朱然、步騭以自己為武官，未有干涉呂壹一事，呂壹死後，孫權派遣中書郎袁禮斥責四人，指自己與四人恩猶骨肉，榮福喜戚，相與共之，自己政治上出錯，理應上奏勸告，不應置身事外。
赤烏二年（239年），因潘濬去世，呂岱代其與陸遜處理荊州事務，鎮守武昌。時廖式作亂，呂岱上奏自願出軍討伐，發出奏章同時即星夜進軍，孫權遣使追拜呂岱為交州牧，攻討一年破之。當時呂岱年已八十，身體健壯，十分勤勞，與陸遜同心協力，互相推讓功勳，南方人士都非常稱道。
赤乌六年（243年）遣宣化从事朱应、中郎康泰南宣国化。康泰于归国后著《吴时外国传》记录出使南国时的经历的一百数十国的见闻。
赤烏九年（246年）陸遜去世，由諸葛恪代陸遜之位，孫權乃分荊州為二部，由呂岱督武昌以西，並升任上大將軍。建興元年（252年）孫亮即位後，再拜大司馬之職。
五鳳三年九月己丑日（256年10月21日），呂岱以九十六歲高齡去世，是三國時期少見的長壽人物。

## 軼事
《三國志·步騭傳》原文寫道，孫登曾經寫信給步騭請求教誨，步騭上疏孫登列出十一人，希望孫登對上述的人信任及重用。其中列出逝世已久的程普，陳景雲認為此處「程普」為「呂岱」之誤。

## 評價
呂岱一生戮力奉公，在交州時，沒有多餘的糧餉可以拿回家，因此妻子及子女生活困乏。孫權聽聞後感到歎息，於是加賜與其錢米布絹。
对于他骗斩士徽等人并通过对吏民大开杀戮以平定交趾而换取自身升迁，孫盛與吳士連认为其言而無信，不是正人君子的所作所為。
吕岱在二宫之争中支持鲁王孙霸夺嫡，也遭到史学家裴松之的非议，认为这足可抹杀他的政绩。

## 註解
1. ↑  諸葛瑾、陸遜、朱然、程普、潘濬、裴玄、夏侯承、衛旌、李肅、周條、石幹

## 延伸阅读
[在维基数据编辑]
 《三國志·卷60》，出自陳壽《三國志》

| 官衔                      | 官衔                     | 官衔        |
| ------------------------- | ------------------------ | ----------- |
| 前任： 陸遜               | 孫吳上大將軍 246年—252年 | 繼任： 朱績 |
| 前任： 朱然(左)、全琮(右) | 孫吳大司馬 252年—256年   | 繼任： 滕胤 |